# Oliver Bittner (Regisseur)
Oliver Bittner (* 1969 in Hof (Saale)) ist ein deutscher Filmregisseur.

## Leben
Oliver Bittner erlangte sein Abitur in Lauf an der Pegnitz und studierte im Anschluss an der Friedrich-Alexander-Universität in Erlangen. Sein Studium in den Studiengängen Neuere Deutsche Literaturwissenschaft, Theaterwissenschaften / audiovisuelle Medien und Psychologie schloss er 1995 mit einem Magister Artium ab.
Schon während seiner Studienzeit arbeitete Bittner intensiv in unterschiedlichen Bereichen der Film- und Videoproduktion mit den Schwerpunkten Drehbuch, Produktion, Regie und Filmmontage. Zwischen 1991 und 1994 werden seine Beiträge mehrmals im Rahmen des Bundeswettbewerbs Deutschen Jugendvideopreis ausgezeichnet. 1994 nahm Oliver Bittner an der "Werkstatt für junge Filmer" teil (heute Werkstatt der Jungen Filmszene). Nach diversen TV Praktika und einer Produktionsassistenz bei Wetten, dass..?. arbeitete er 1996 in der Redaktion für das RTL-Format Wir kämpfen für Sie und begann als Producer für RTL On Air Promotion bei house of promotion in Köln. 2001 wird er Chefproduzent/Regisseur bei RTL Creation und entwickelt Konzepte für Senderpromotion. 2016 wird Bittner Creative Manager und 2017 Brand Manager im RTL Marketing der Mediengruppe RTL. Außerdem produziert Bittner weiterhin experimentelle Kurzfilme.

## Filmografie (Auswahl)
- 1990: J.P. Die Rückkehr (42 Minuten)[2]
- 1990: Drachen (Kurzfilm, 20 Minuten)
- 1991: Woherwohin (Kurzfilm, 18 Minuten)
- 1992: Der Stahl des Perseus (38 Minuten)
- 1993: Das Leben des Enrico Forza (Kurzfilm, 7 Minuten)
- 1993: Mitone (Kurzfilm, 16 Minuten)
- 1993: Auf der Suche nach dem verlorenen Happy End (Kurzfilm, ca. 10 Minuten)
- 1993: Glaskant (Kurzfilm, 17 Minuten)
- 1994: Fine (Kurzfilm, 12 Minuten)
- 1996: *01 (Kurzfilm, 9 Minuten)
- 1997: Molti Second (Kurzfilm, 2 Minuten)
- 1997: Der Tod eines Polarforschers (Kurzfilm, 4 Minuten)
- 1997: Der Tag, an dem nichts geschah (Videospot, 1 Minute)
- 1997: Dem Himmel ein Stück näher – Der Kölner Dom (Dokumentarfilm, 70 Minuten)
- 1998: Das Letzte (Videocollage, 6 Minuten)
- 1999: Lari Fari (Kurzfilm, 14 Minuten)
- 2001: Delete (Kurzfilm, 5 Minuten)[3]
- 2008: Der Spion (Kurzfilm, 15 Minuten)[4]
- 2016: Muddelkuddel (Kurzfilm, 14 Minuten)